# Прадо
 Тази статия е за музея в Испания.  За мексиканската актриса вижте Лилия Прадо.  
„Прадо“ (на испански: Museo Nacional del Prado; от prado = ливада, лъг) е художествен музей в Мадрид, столицата на Испания, основан през 1819 г.
Той е сред най-големите и най-значими музеи на изобразителното изкуство в света, разполага с над 1300 картини в своите експозиции.

## Статистика
С над 1,8 милиона посетители годишно музеят е сред най-посещаваните туристически обекти в Мадрид.
Музеят е уникално богат на картини на европейските майстори от ХVI до XIX, в основната му колекция присъстват изключително много картини на Веласкес, Ел Греко, Гоя (чиято колекция се радва на най-широко представяне), Рубенс, Йеронимус Бош с най-добрата колекция в световен мащаб именно в този музей, както още и Мурильо, Рафаел, Веронезе и др.
В световен мащаб музеят е определен като „най-голямата концентрация от шедьоври на квадратен метър“. Голяма част от хората на изкуството го определят като „не най-големият, но най-интензивният“. Прадо има около 950 скулптури, 64000 рисунки, 2400 щампи, 800 декоративни изкуства, 900 монети и 800 медала. Подобно на други големи европейски музеи, като Лувъра в Париж и Уфици във Флоренция, Прадо дължи своя произход на колекционерското хоби на управляващите династии през вековете. Той отразява личните вкусове на испанските крале и тяхната мрежа от съюзи и политически вражди, така че се превръща в колекция, ненадмината по специални художници и стилове. Много от творбите в музея са създадени по желание на няколко царе, любители на изкуството.
Школите на живописта в Испания, Фландрия и Италия (особено Венеция) имат водеща роля в Прадо. Има също така добри френски образци на Никола Пусен и Клод Лорен. Немските картини са с репертоар от едва четири творби на Дюрер и многобройните портрети на Менгс. Кратък е обзора на британската живопис, а що се отнася до холандската, най-силен неин представител е Рембранд.
Като по-малко известни аспекти на музея, но също така важна част от декоративните изкуства, са „Съкровището на дофина“ и изключителната колекция от гръко-римски скулптури.

## История
Сградата на музея е построена по времето на крал Карлос III от любимия му архитект Хуан де Вилянуева (автор и на намиращата се наблизо Ботаническа градина, както и на Кметството). Ливадите, които тогава пустеели на това място, дали и името на музея (на испански „prado“ означава „ливада“).
Историческото и обществено-политическото развитие на Испания безспорно се отразява, както на облика на най-големите испански колекции, така и на принципа на тяхното създаване. Не прави изключение и музеят „Прадо“. Неговата история е още по-показателна поради това, че колекцията му до голяма степен е създадена благодарение на меценатството на испанските монарси. Техните колекции почти изцяло съставят експозицията на Прадо.
- Началото на бъдещата колекция на Прадо е поставено от Карл I (1516 – 1556 г.), който от 1519 г. е император на Свещената Римска империя под името Карл V. Той осъзнава ролята на меценатството за възвеличаване на неговото войнствено и изпълнено с много завоевания и загуби царуване. При походите му из Западна Европа, той не пропуска и да купува големи колекции, има запазени инвентарни списъци на закупени от него платна.

### Събиране на колекцията
- През следващите години съществена роля за допълване на бъдещата колекция на Прадо изиграва фаворитът на новия крал Филип III (1598 – 1621), херцог Лерма. Херцогът купува в Италия „Благовещение“ на Фра Беато Анджелико и осигурява поръчки за великия фламандски живописец Питър Паул Рубенс.
- През 1621 година на престола де възкачва поредния Филип, четвърти по ред (1621 – 1665), по чиято заповед са закупени големи колекции от всички краища на Европа. Най-значителната е колекцията на Чарлз I Английски, закупена по време на управлението на Оливър Кромуел. По този начин в Испания попадат „Успение на Богородица“ от Андреа Мантеня, „Светото семейство“ от Рафаел и редица творби от Тициан, Тинторето, Веронезе и други прочути художници.
- След смъртта на Рубенс през 1640 г. в Испания попадат част от творбите му – „Трите грации“, „Градината на любовта“, „Селски танц“, „Портрет на Мария Медичи“ и почти цялата му лична колекция.

#### Подаръци от други владетели и посланици
От същия период са и подаръците от чужди владетели и от испанските посланици в чужбина, като „Адам и Ева“ на Дюрер, подарена от Кристина Шведска, „Падането по пътя на Голгота“ на Рафаело, подарена от вицекраля на Палермо и др.
Най-значимо от XVII век, в музея е творчеството на гениалния Диего Веласкес, събрало цяла галерия портрети, религиозни творби и платна, създадени по антични мотиви, пейзажи и др.
- През 1700 година, на испанския престол се възкачва династията на Бурбоните, които допринасят за допълване на колекцията с много творби на Франс Снайдерс, Тениерс и други фламандски майстори.

#### Период на кризи
Следващият период на управление кралете Карл III и IV е кризисен по отношение на попълване на колекцията, въпреки че поставят началото на изграждане на музей на естествените науки (прераснал в художествения музей Прадо).
Гласуваният декрет от Учредителното събрание на революционна Франция, за превръщане на бившия кралски дворец Лувър в музей, дава тласък за подобно развитие и в Испания.
Управленската криза около сваляне и качване на Бурбонската династия на испанския престол, временно забавя изграждането на художествен музей в Мадрид. Но за бъдещата му колекция, огромно значение има закриването на множество испански манастири (по примера на Франция) и събиране на колекциите им от картини в Мадрид.
По време на царувалия само една година, крал Фердинанд VII, се прави опит за създаване на музей със старинната Академия „Сан Фернандо“. Предвидено е той да бъде уреден в двореца Буенависта, но без успех. Този развой принуждава краля да определи за художествен музей недовършеното здание на Музея на естествените науки в парка Прадо.
Планът за сградата е създаден още през 1785 година от известния архитект Хуан де Вилануева, който успява само да започне строежа.
В началото на 1818 г., маркиз де Санта Крус е натоварен с мисията да създаде галерия на живописта на музея Прадо от картини, принадлежащи на Негово Величество, което е и последният етап преди откриването му.

#### Откриване и управление на музея
Музеят Прадо официално е открит на 19 ноември 1819 г. като кралски музей на живописта с колекция от едва 311 картини. През същия период е издаден и първият каталог на музея.
Първият му директор, маркиз де Санта Крус, полага големи усилия за пренасянето на нови творби, като тези от дворците в Аранхуес и Гранха. Вторият каталог от 1821 г. вече съдържа описанието на 512 творби.
Днес Прадо притежава десет пъти повече картини, отколкото при основаването си. Това не бива да ни изненадва – в началото на XIX в., голяма част от многобройните картини, останали в кралските дворци, в сбирките на Ескориал, в други музеи и манастири, постъпват в Прадо. Различни частни лица също допринасят с даренията си за попълване на експозицията.
Междувременно, през 1845 година, внезапно възниква опасност от разделяне на сбирката между двете дъщери на Фердинанд VII, като по този начин е застрашен действащия от XVII в. до този момент, Закон за неделимостта на живописните платна от Короната. Кралица Изабела II изплаща част от стойността на картините на сестра си, за да запази целостта на сбирката.
През 1868 г. избухва испанската революция, Изабела II е изгонена във Франция, а Испания е обявена за република. Новото правителство отделя живописните произведения от личното имущество на кралете. По този начин богатствата се връщат на държавата, а музеят на практика се национализира.
В излезлия през 1873 г. каталог, той за първи път е назован Музей Прадо – име, което носи и до наши дни.
Създаденият през 1894 година Музей на новото изкуство лишава Прадо от част от картините му, предимно творби на испански художници от XIX век. Част от тези платна днес са изложени в Националния музей на съвременното изкуство, открит през 1951 година.
По време на Гражданската война, музеят Прадо е закрит и картините са евакуирани в Швейцария. На 7 юли 1939 година пинакотеката е отново отворена за посещения, но колекцията е напълно възстановена чак в началото на Втората световна война, когато преместените платна са върнати в Испания.
Днес музеят има филиал, който е тържествено открит през 1971 година в зданието Касон дел Буен Ретиро. Основната част от сбирката е от произведения на испански творци от XIX век. Нуждите от по-обширно пространство за разполагане на нарастващата колекция налагат разширяването му. Днес партерът включва сградата на архитекта Вилянуева и новата постройка в двора на църквата „Сан Херонимо де Реал“. Тук са разположени и магазин, кафе, ресторант и гардероб.

## Архитектура
Планът на сградата е създаден от известния архитект Хуан Вилануева още през 1785 г., който започва строежа, неколкократно променя части от зданието, но умира през 1811 година и не успява да я довърши.
През 1814 г. е възложено на архитекта Антонио Лопес-Аугадо да реставрира и дострои започналата да се руши сграда.
Сградата на музея Прадо представлява един от най-ярките образци на испанския класицизъм и заема важно място в историята на испанската архитектура от този период.
Силно издължена в план, тя включва тържествена централна част с мощна колонада, завършваща със скулптурна атика, две галерии и странични триетажни павилиони. Ясните членения на отделните части, широкото използване на колони в центъра и галериите, както и богатството на детайлите придават на постройката спокоен и величествен вид. Тя се оказва действително много подходяща за музей на живописта – масивна, издържа на резки колебания на температурата и поддържането на необходимата влажност в нея не представлява трудност и днес.
Вътрешната архитектура също е съобразена с предназначението – разнообразните по план интериори подпомагат доброто акцентиране както на основните периоди, така и на значимите шедьоври.
Разположението на сградата позволява дострояването на допълнителни помещения откъм парковата фасада без да се наруши лицевата му страна, планирана още от арх. Вилануева.
На 15 октомври 1995 г. международно жури избира един от проектите за построяване на нови експозиционни зали на площ от 29 до 49 хил. m². По такъв начин най-важният туристически обект на Испания разширява възможностите за експониране на огромната си колекция и дава възможност да се увеличи туристическия поток, който сега годишно е над 1,6 млн. души.
Архитект Рафаел Монео спечелва дискутирания сред испанската общественост конкурс за реконструкция на музея Прадо. В конкурса вземат участие 483 проекта от цял свят.
Архитект Монео е носител на наградата „Прицкер“ за 1997 г., сред творенията му са и прочулата се с бомбената трагедия гара Аточа.
Конструкцията на музея впечатлява с максималното използване на дневната светлина. Още в самото начало тя е приета единодушно, най-вече заради дискретното ѝ сливане с основния корпус на прочутия музей, построен в края на ХІХ век.
С новите зали музейната площ вече надхвърля 22 000 m² и решава един от най-големите проблеми на всеки голям музей – липсата на пространство за излагане.
С това завършва първият етап от проекта за разширение на „Прадо“, в който се пази една от най-големите колекции в света на автори отпреди ХХ век като Веласкес, Рубенс, Ел Греко и Гоя.
Днес партерът включва сградата на архитект Вилянуева и новата постройка в двора на църквата „Сан Херонимо де Реал“.
Цялостният облик на комплекса създава впечатление за хармоничност и единност на архитектурните решения. Духът на Прадо не е просто съхранен, той е дълбоко осмислен и обогатен.

## Постоянни колекции

### Обща характеристика
Фондът на музея е създаден от 3 основни източника:
- сбирките от картини на испанските крале;
- произведения на изкуството, създадени под покровителството на църквата, които по-късно са преминали на разпореждане на държавата;
- подарени или завещани на музея творби.

Творбите са подредени в съответствие с художествените школи, като най-старите са на долните етажи. Платната на испанските майстори от XVII и XVIII век, между които са и гордостта на музея Веласкес и Гоя, са изложени на първия етаж. Един нов вход, отворен между новата сграда в двора на църквата и основната постройка улеснява достъпа до музейните богатства.
В изложбените зали са подредени и колекции от скулптурни произведения и произведения на декоративното изкуство. Скулптурата е представена с над 700 експоната, главно древноримски или ренесансови произведения на изкуството.

## Испанска живопис
В Прадо се намира най-голямата колекция от картини на испански майстори. Известен е като един от музеите с най-пълни колекции на испански класици Ел Греко, Гоя, Диего Веласкес, Мурильо в света.
Живописта на Испания, която е най-значителната част от пинакотеката, включва произведения от XII – XIX век. От периода XVI – XIX век големите художници са и придворни живописци. В кралските сбирки широко са представени най-добрите произведения на испанската школа.
Интерес представляват фреските от църквата „Сан Бауделио де Берланга“ в Сория, фрагментите от капелата „Санта Круз де Мадеруело“ в Сеговя от XII век, както и платната на Хайме Уге (XV век), Педро Беругете (XV век), Алонсо Санчес Куельо – XVI век.
Прадо притежава чудесни платна от XVII век – „Непорочното зачатие“ на Франсиско Сурбаран, „Благославящия Христос“, творбите на Хосе де Рибера „Троица“, „Мъченичеството на Свети Филип“, платната на Бартоломео Естебан Мурильо „Светото семейство с птичка“, „Добрият пастир“.

### Ел Греко
Ел Греко е прекрасно представен в колекцията на музея „Поклонението на пастирите“, „Благовещение“, „Коронясването на Дева Мария“ и др.
- „Бягство в Египет“, 1570,
- „Благовещение“, 1572
- „Алегория на испанска пословица“, 1580

#### Веласкес
Веласкес е представен с „Триумфът на Бахкус“, „Ковачницата на Вулкан“, „Менини“ – шедьовър на световното изкуство, „Поклонението на влъхвите“.
- „Поклонение на влъхвите“, 1619
- „Глава на апостол“
- „Портрет на Франсиско Пачеко“, 1622
- „Портрет на млад човек“
- „Филип ІV в черно“
- „Филип ІV с доспехи“, 1626

#### Франсиско Хосе де Гоя и Лусиентес
- Гоблени

През 1774 г. художникът на краля, Антоан Рафаел Менгс кани Гоя да работи в двора като автор на проекти за гоблени. В 1776 г. с помощта на шурея си Франсиско Байеу, става художник към Кралската манифактура за гоблени „Санта Барбара“ в Мадрид. За нея той работи в продължение на 15 години (до 1791 г.), създавайки многобройни проекти. Сред тях са: „Закуска на брега на Мансанарес“, „Лекарят“, „Слънчобран“, „Поляната на Сан Исидоро“. С тях става известен. Но вместо превзетата замечтаност на митологията, по маниера на френските имитатори на Рубенс, той смело черпи сюжети от Испания – неща, идващи от собствените му преживявания. „От дистанцията на времето, бихме казали, че той е направил очевидния избор, но за своето поколение, в двор, доминиран от търговци на криворазбран класицизъм това е новаторство, което би хрумнало единствено на гений като Гоя. Но не само сюжетите му са дразнели завистливите му конкуренти, а и декоративните качества на проектите му, великолепното изобразяване на обем и силует в странно ориенталски дизайн..... Макар и рисувани с извънредна бързина, сериите проекти за гоблени илюстрират за първи път заразяващата виталност, която четката му придава на всичко…“ (Томас Крейвън).
- проекти на гоблени
- Манекен
- „Поляната на Сан Исидоро“
- Ловна игра

Рисунка за гоблен за зимната резиденция на бъдещия крал Карлос IV и кралица Мария Луиза. Завършения гоблен е закачен в трапезарията им в двореца Прадо.
„Брилянтно цветен, очарователно обагрен, той е много повече от невинна декорация. Кокетната девойка, чиято усмивка грабва погледа и нейния обожател са реалистично изобразени, като е избегната сантименталността – нещо, което ще се развива в последващите работи на Гоя за Кралската манифактура за гоблени.“ (Ричард Шикел – „Светът на Гоя“)
- Гравюри

През 1778 г. испанският крал Карлос III нарежда на няколко художници, между които и Гоя, да направят гравюри по картините от колекцията му. Поръчката му дава възможност да се запознае с изкуството на Диего Веласкес, което оказва силно влияние върху него. Благодарение на тази си работа, художникът усвоява основите на офортната техника. На 5 юли 1780 Франсиско Гоя е приет за член на Кралската Академия „Сан Фернандо“ с картината „Разпятие“.
„Смъртта на баща му го депресира толкова дълбоко, че той не е в състояние не само да рисува, но и да се храни и той сядал сам в пустата стая, гравирайки плоча след плоча, за да уталожи нервността си.“ (Томас Крейвън)
Испания настъпва икономически упадък. От велика държава, в която „слънцето никога не залязвало“, тя се превръща в обедняла и разорена, разкъсвана от вътрешни размирици. Испанският народ, потискан векове от феодалния гнет, се надига на борба за свобода и национална независимост. Гоя е свидетел на неговото страдание и този факт определя характера на неговото творчество, в което се редуват крайно отчаяние и безграничен оптимизъм. Творческият път на художника е сложен и пълен с противоречия. Той рисува обикновените хора и техния живот, а в същото време е придворен художник на испанските крале Карл ІV и Фердинанд VІІ и многократно рисува членове на кралската фамилия и висшата испанска аристокрация.
- серията „Капричос“

От 1794 г. Франсиско Гоя започва работа по гравюрите от серията „Капричос“ (капризи, прищевки, игри на въображението). Той прибавя кратки обяснения към всяка от гравюрите в ръкопис, запазен в музея Прадо. Това много помага да си обясним неговите често неразгадаеми значения, както и заглавията им. Като цялостен акцент на цикъла остава мотото на 43-тия офорт: „Сънят на разума ражда чудовища“.
В малките плочи от мед, Гоя фокусира холеричните си антипатии, своето разбиране за злото, универсалното си презрение – в една семпла история за призраци, той показва суеверната глупост на Стара Испания. Няма нито една гравюра, която да е спокойна, толерираща или хумористична в добрия смисъл. Той вплита гневния си дух в линии, които живеят и дават живот, в пози, които треперят, кривят се и умират, в обеми, които се движат, въртят се и изтръпват. Неговите фантастични образи, както той ги нарича, ни изпълват с чувство на подла радост, раздразват дяволските ни инстинкти и ни доставят удоволствие с неумолимите си екстази на разрушение. И всичко това не е нито диво, нито безредно, а нагнетено в образ, компактен като куршум.
Повлиян силно от идеите на Великата Френска революция, в тази серия Гоя остро критикува нравите и порядките на обществото, фанатичните идеи и манипулативните методи на Църквата, порочните принципи, по които всички сляпо се водят. С Капричос художникът цели да внесе просветление в закърнелите умове на съвременниците си, но сатирата и социалният коментар в тях са толкова крайни, че цикълът скоро е забранен и спрян от продажба. Знае се, че в крайна сметка художникът подарява металните плочи на испанския крал Карлос IV. Капричос бележи пълна смяна на традиционните по онова време стойности на изкуството. Гоя въвежда пределно експресивен израз, който стряска, провокира и възмущава. В това криво огледало на действителността са забъркани съвсем произволно проститутки, дяволи, свещеници и магарета – до постигане на максимално краен образ на обществото. Неслучайно и днес те спират дъха и ни карат да настръхнем – приемаме това за абсолютно доказателство за тяхното непреходно въздействие.
„Сънят на разума ражда чудовища“, „Автопортрет в лошо настроение и със злъчен поглед“, „Много има за глозгане“, „Казват „да“ и дават ръката си на първия срещнат... Това е една маскирана принцеса, която после ще се държи като кучка...“ са имената на някои офорти. „Срамотният... Лицата на някои мъже са най-неприличната част от цялото им тяло“, „Никой не се познава... Светът е маска – лицето, дрехите и гласът, всичко е престорено; всички искат да изглеждат не такива, каквито са; всички се мамят и никой не се познава“.
Текст към отпечатъка в Прадо: „Фантазията, изоставена от разума ражда невъзможни чудовища: обединен с нея, тя е майка на изкуствата и извора на нейните чудеса...“ Прилепите символизират невежеството, бухала – глупостта. Те нападат художника, а риса – символ на мъдростта, вижда пътека в тъмнината... Гравюрата може да се интерпретира и като обвързване на Гоя с творческия процес и романтичния дух – освобождаването на въображението, емоциите и дори кошмарите.
Цялата сбирка от около 80 отпечатъка изобразява теми като проституция, вещерство, суеверия, сатирична критика на политици, духовенство и доктори. Почти половината образи третират темата за магиите и то в подигравателен смисъл, което значи, че Гоя влага повече от един смисъл в тях. Някои писатели наричат този символичен и многостранен език на Гоя „код“. През призмата на учението на Фройд, съвременния зрител от 21 век търси значението на тези гравюри срещу истинското значение, което Гоя е вложил в тях през 18 век.
- Портрети

Гоя рисува човешките форми, облени в светлина, както никой преди него. „Голата Маха“ и „Облечената маха“ (1798 – 1805), за които му позира херцогиня Алба, са най-популярните му картини. Без каквито и да е претенции, алегорично или митологично внушение, „Голата Маха“ е първата тотално и откровено натурална гола фигура в естествен ръст в западноевропейското изкуство. Тя предизвиква огромно възмущение в испанското общество.
- „Голата маха“ 1800 г
- „Портрет на Франсиско Байо“, 1795 г.
- „Млекарката“
- Семейството на херцог Осуна
- маркиза де Санта Круз

Гоя се утвърждава като изключително добър портретист – известният групов кралски портрет от картината „Семейството на Карлос ІV“ (1800) е свързан с ранния период от живота на художника.
„В живописта, както Веласкес, той е повече или по-малко зависим от модела... Когато моделът не го интересува, той изобразява приликата колкото е възможно по-бързо, и ако приликата и буквална, но изпълнението не толкова точно, той не се тревожел. Но когато моделът му харесвал, резултатите били изумителни, не само като психолгически портрети, но и като носители на собствените му идеи за човешката природа. Гоя поддържа най-съвършеното взаимодействие между обстоятелствата, които изобразява и ефекта им върху самия него – той ни представя една личност или сцена и ни показва как те въздействат върху него... Така неговото изкуство се превръща в нещо повече от отразяване на действителността.“ (Томас Крейвън)
"Реалистичният портрет на Гоя вероятно е шокирал не един, дори кралицата правила забележки, че е грозна, очаквайки опровержение. Двамата с краля не изразили нито ентусиазъм, нито негодувание от портрета. И ако Гоя никога повече не рисува за тях, това не се дължи на недоволство. Благодарение на портрета, той печели слава в двора и привлича иинтереса му към своето изкуство. През 1802 г. със смъртта на херцогиня Алба, символично се затваря периода в живота му, когато рисува за удоволствие на богатия и влиятелен Мадрид.” (Ричард Шикел – „Светът на Гоя“)
Гоя използва суетността на старите хора и отразителната сила на огледалата като теми в няколко свои картини. Най-известна от тях е „Стариците“ или „Време“. В картината „Семейството на Карлос IV“ Гоя поставя зрителя в позицията на огледало, в което са вторачени погледите на всички – т.е.картината е огледално отражение, а не истинската сцена. Гоя също е сред тях, композицията силно напомня „Менините“ на Веласкес. Според Теофил Готие кралската двойка „изглежда като кварталния бакалин и жена му, след като са спечелили от лотарията“.
Както и при „Менините“, и тук художникът е изобразен рисувайки върху платното си. Но докато у Веласкес дворцовия интериор е топъл и атмосферичен, при Гоя като че ли сме застрашени от задушаване – кралското семейство е застанало като на сцена пред публика, а художникът, потънал в сянка, с ехидна усмивка ни сочи „Погледнете ги и преценете сами!“
- „Черните картини“

Гоя се заселва в къща, която става известна под името „Къщата на глухия“ (Quinta del Sordo). Стените на този дом художникът украсява с мрачни картини, породени от собствените му кошмари. Гоя ги рисува с маслени бои, направо върху мазилката. Изображения, наречени „Черните картини“ (Pinturas Negras), са запазени благодарение на банкера Емил д′Ерланже, който през 1873 г. купува „Къщата на глухия“ и ги сваля от стените. Сега са в Прадо.
| He eats his young.                   |
| (Сатурн изяжда сина си), 1819 – 1823 |

|                     |
| (Куче), 1819 – 1823 |

|                               |
| Двама стари мъже, 1819 – 1823 |

|                          |
| Четящи мъже, 1819 – 1823 |

|                             |
| Юдит и Олоферн, 1819 – 1823 |

|                             |
| Смеещи се жени, 1819 – 1823 |

|                                     |
| „Четири лица пред планински пейзаж“ |

| A dog looks up.       |
| Leocadia, 1819 – 1823 |

Наред с „Черните картини“, Гоя работи и по последния си голям графичен цикъл, който озаглавява „Диспаратес“ (безсмислици).

#### Художници на ХІХ век
Сред картините, изложени в сградата Касон дел Буен Ретиро, са произведения на известни испански творци от XIX век: Висенте Лопес, Карлос Луис Рибера, Хосе Апарисио, Хосе де Мадрасо, Валериано Домингес, Карлос де Аес, Хосе Гуриерес де ла Вега, Рамон Марти Алсина, Едуардо Росалес, Мариано Фортуни.

## Фламандски художници
Фламандската живопис е широко застъпена с около 700 творби, а Йеронимус Бош е любимият художник на крал Филип II Испански.
Представени са:
- Йеронимус Бош „Поклонение на влъхвите“, прочутия триптих „Градината на земните удоволствия“, „Седемте смъртни гряха“.
- Прекрасно е представено творчеството на Петер Паул Рубенс – „Портрет на Мария Медичи“, „Свети Георги с дракона“, „Трите грации“, серията „Дванадесетте апостола“;
- Ван Дайк – „Короноването с трънения венец“, „Портрет на музикант“ Якоб Йорданс – „Къпещи се богини“, „Оплакването на Христос“, Рембранд ван Рейн е представен с платното си „Артемизия“.

- Рогир ван дер Вейден, „Снемане от кръста“, 1435.
- Йеронимус Бош „Извличане на камъка на глупостта“. 1475 – 1480.
- Йеронимус Бош
 „Седемте смъртни гряха и четири последни неща“, 1475 – 1480.
- Йеронимус Бош
 Адът, дясното крило от триптиха „Градината на земните удоволствия“
- Йеронимус Бош 
– „Поклонение на влъхвите“
- Йеронимус Бош
 „Изкушенията на Св.Антоний“ – 1510 година

## Италиански художници
Втори по значение раздел в Прадо е сбирката с творби на Италианската живопис. Изложени са платна на Фра Анджелико, Андреа Мантеня, Сандро Ботичели.
- Фра Анджелико
, „Благовещение“, 1430 – 1432
- Андреа Мантеня
Успение на Богородица, 1461,

Особен интерес предизвикват произведенията на:
- Рафаело Санти: „Светото семейство с агнеца“; „Мадоната с розата“,
- Джорджоне – „Мадоната с младенеца, Свети Антоний и Свети Рох“;
- Тициан – „Обръщението на маркиз Алфонсо де Авалоса към войските“, „Конен портрет на Карлос V“;
- Тинторето – „Юдит и Олоферн“, „Сузана и старците“;
- Веронезе – „Исус сред книжниците“, „Венера и Адонис“.

- Рафаело
„Светото семейство с агнеца“
- Джорджоне
 „Мадона с Антоний Падуански и св. Рох“ 1500 – 1510.
- Тинторето – детайл, „Сузана и старците“

Италианската живопис от XVII век е представена от творби на Караваджо – „Давид с главата на Голиат“, Гуидо Рени – „Свети Себастиан“, „Самоубийството на Клеопатра“, „Аталанта и Хипомен“.
Представители на XVIII век са Алесандро Маняско, Джовани Батиста Тиеполо и др.

### Сандро Ботичели
В изкуството на Ботичели за разлика от това на други художници от Ранния Ренесанс преобладават личните преживявания и идеи на художника.
В Прадо се намират картини със сюжет от „Декамерон“ на Джовани Бокачо (Ден V, Новела 8, стр.453), в тях се разказва историята на юношата Настаджо дели Онести.
| № | Илюстрация | Размер    |
| 1 |            | 83×138 см |
| 2 |            | 83×138 см |
| 3 |            | 84×142 см |

## Германска живопис
Колекцията германска живопис съдържа около 50 творби: Албрехт Дюрер – „Автопортрет“, Лукас Кранах Стари: „Мадоната с младенеца и малкия Йоан Кръстител“, „Лов в чест на Карлос V“ и др.
- Албрехт Дюрер
 Автопортрет (1498)
- Албрехт Дюрер
 Адам и Ева (1507)
- Албрехт Дюрер
 Портрет на мъж (1524)

## Английска и френска живопис
- Английската живопис се представя чрез творци от XVIII век – Джошуа Рейнолдс и Томас Гейнсбъро.

- худ. Томас Гейнсбъро.
- худ.Томас Гейнсбъро
- худ.Джошуа Рейнолдс

- Значителна е колекцията от произведения на френската школа: повече от 300 творби. Сред тях са картините на Симон Буе – „Младостта и Красотата тържествуват над Времето“, Никола Пусен – „Аполон и музите“, „Триумфът на Давид“, Клод Лорен – „Намирането на Мойсей“, „Погребението на Свети Серафим“, Антоан Вато – „Сключване на брачен договор“, „Селски празник“.

- Свети Йероним, худ. Жорж де Латур.
- Рай, худ. Никола Пусен.
- худ.Клод Лорен.

### Рисунки и щампи
Музеят разполага с около 4000 рисунки, в това число най-голямата колекция от рисунки и щампи на Франсиско Гоя, включваща 500 творби на художника. Рисунките и гравюрите от фондовете на Прадо периодически се показват на специални изложби в музея.

### Скулптура
Повече от 220 класически скулптури, пренесени от Италия между XVI – XIX век, показват развитието на този жанр за периода на елинската и римската епоха.
- Общ изглед на залата
- Гръцки кон от архаичния период
- Спящата Ариадна
- Бюст на Карл V

### Декоративно и приложно изкуство
В залите на музея са изложени маси и ракли от XVI—XVIII в., керамика от Урбино и малки скулптури. Най-голямата колекция – „Съкровището на дофина“ – включва скъпи предмети, наследени от Филип V от баща му – Луи, Великия Дофин. Съкровищата може да се видят в залите на подземния етаж на музея.
- „Съкровището на дофина“
- Общ изглед на колекцията
- Солница
- Ваза с фигура на Нептун
- Чаша
- Кристална кана